# Авињон ле Сен Клод
Авињон ле Сен Клод (фр. Avignon-lès-Saint-Claude) насеље је и општина у источној Француској у региону Франш-Конте, у департману Јура која припада префектури Сен Клод.
По подацима из 2011. године у општини је живело 367 становника, а густина насељености је износила 46,87 становника/km². Општина се простире на површини од 7,83 km². Налази се на средњој надморској висини од 729 метара (максималној 917 m, а минималној 580 m).

## Демографија
| 1962. | 1968. | 1975. | 1982. | 1990. | 1999. | 2011. |
| ----- | ----- | ----- | ----- | ----- | ----- | ----- |
| 136   | 166   | 164   | 319   | 361   | 309   | 367   |

График промене броја становника у току последњих година